# Spökstation

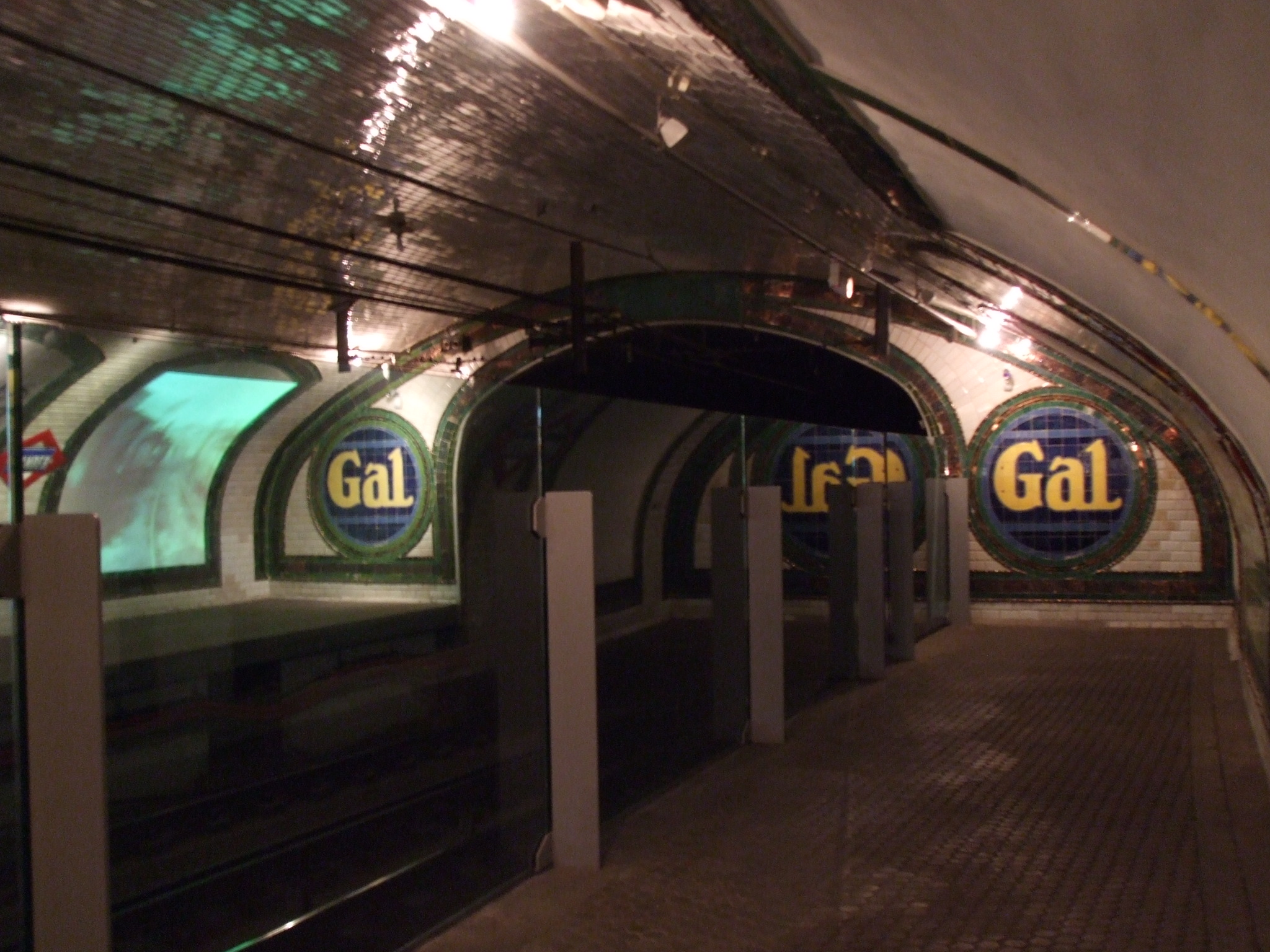
Chamberí i Madrid, idag ett museum.

En spökstation är en tunnelbane- eller järnvägsstation, underjordisk och ofta i storstadsmiljö, som står öde, eller har trafik som inte stannar.

## Tyskland

Spökstationer i Östberlin under Berlinmurens tid, markerade med ett streck

Ordet kommer från tyska, där Geisterbahnhof blev beteckningen på de stationer i Berlins tunnelbana och S-Bahn som stängdes då staden delades i Östberlin och Västberlin under det kalla kriget. Stationerna trafikerades av tåg som inte stannade, från Västberlin, fast stationerna låg i Östberlin. De var inte belysta men lite ljus kom från fönstren på passerande tåg, vilket gav en spöklik känsla.
I samband med att det kalla kriget upphörde och Tyskland återförenades i slutet av 1980-talet och början av 1990-talet öppnades stationerna igen. I tunnelbanan var alla spökstationerna återöppnade 1995, inom pendeltågtrafiken 2002.
Berlins tunnelbana har flera stationer som byggts för den framtida tunnelbanelinjen U10, Rathaus Steglitz, Schloßstraße, Innsbrucker Platz och Potsdamer Platz. Dessa stationer har alla en del som är övergiven samt reserverat för linje U10, samt en del som används av andra tunnelbanelinjer såsom U4 och U9.
Anhalter Bahnhof var före andra världskriget en av Berlin viktigaste järnvägsstationer. Alla tåg söderifrån till Berlin hade denna station som sin slutstation. Under andra världskriget flygbombades byggnaden och skadades. Efter Berlins delning gick alla spåren till denna station genom Östberlin. Detta gillade inte DDR och därför omdirigerade de tågen till andra stationer och Anhalter Bahnhof förlorade i betydelse. 1959 påbörjades rivningen av stationen, men en ruinrest av huvudingången blev kvar. Den är idag kulturminnesmärkt. En närbelägen underjordisk station för Berlins S-Bahn, öppnad 1939 och fortfarande i bruk, heter också Anhalter Bahnhof.

## Sverige

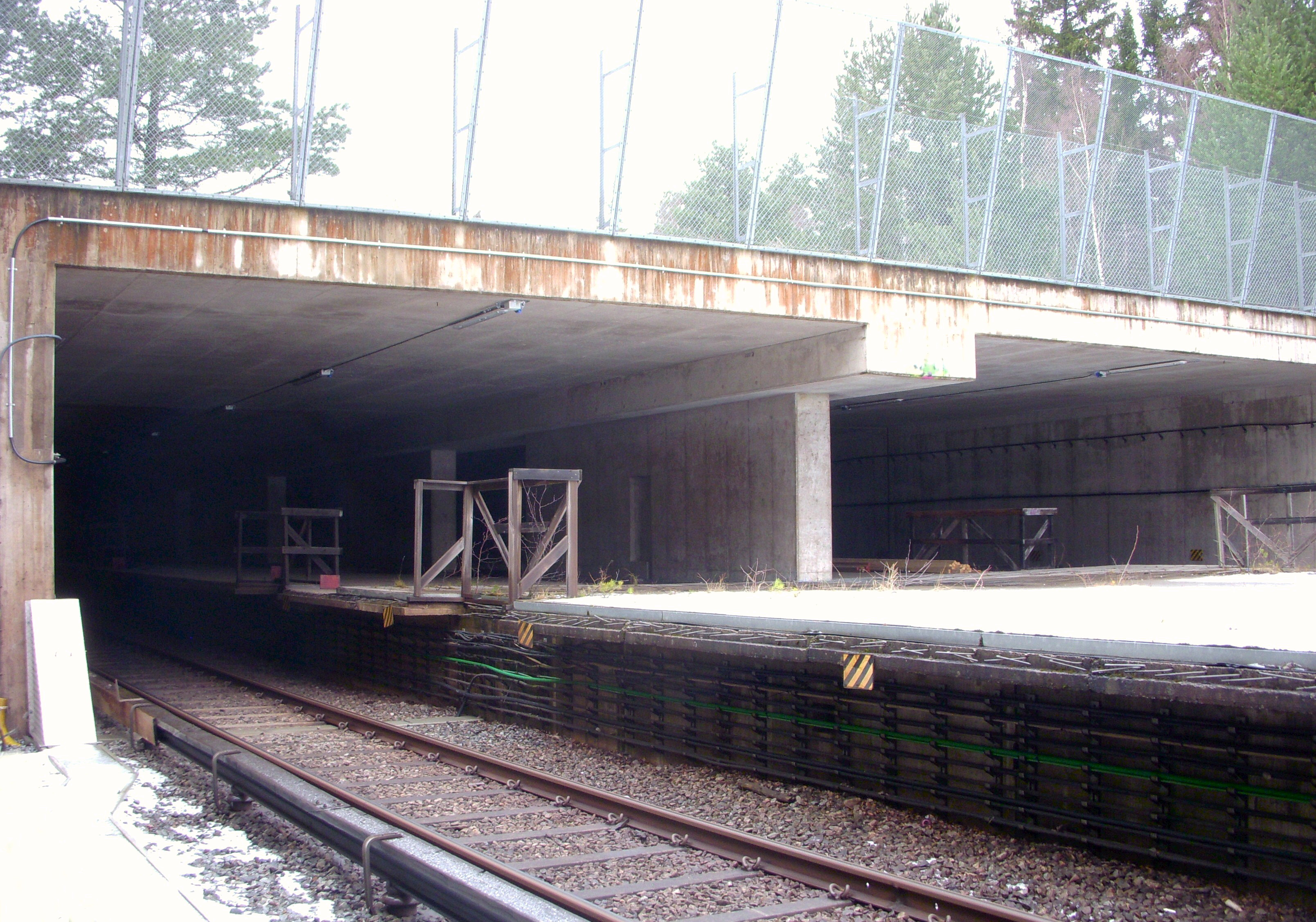
Aldrig öppnade Kymlinge station i Stockholm.

I Sverige är det mest kända exemplet på en spökstation den aldrig öppnade tunnelbanestationen (inom Stockholms tunnelbanesystem) Kymlinge i Sundbybergs kommun. Man planerade ett bostadsområde i en skog och byggde stationen då tunnelbanan byggdes (för att slippa trafikstörningar senare), men bostadsområdet har inte byggts. 
Under Rannebergen i norra Göteborg förbereddes för en underjordisk spårvägsstation. En del av en tunnel byggdes för eventuell framtida dragning av tunnelbana/spårväg dit, men stationen byggdes aldrig färdig och har ingen trafik utan är igenbommad.
Lisebergs station i Göteborg kan komma att bli en underjordisk spökstation, när Västlänken öppnats för trafik, vilket planeras äga rum på 2020-talet. Lokal- och regionaltåg ska då gå genom Västlänken och inte via Lisebergs station.[källa behövs][uppföljning saknas]

## Övriga Europa

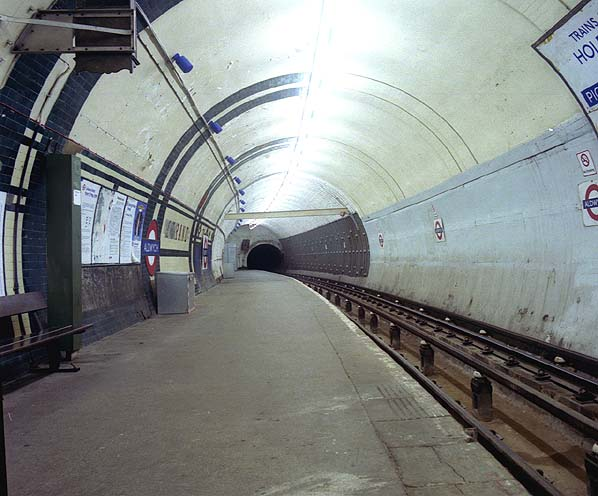
Nedlagda Aldwych station i London.

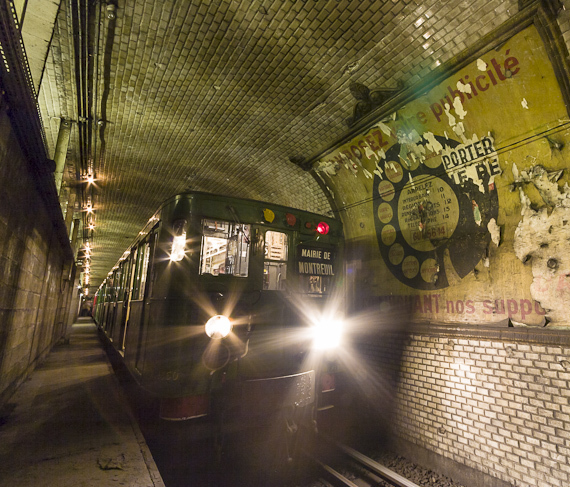
Övergivna Saint-Martin i Paris metro.

I Oslo, Norge finns tre äkta spökstationer, stängda men med passerande persontåg. De är Elisenberg station där pendeltåg/regionaltåg går, samt Valkyrie plass och Volvat i tunnelbanan.
I Londons tunnelbana och i Paris metro finns ett flertal spökstationer, dessa var tidigare i bruk men har stängts, vilket gör att man som resenär kan se dem när tunnelbanetåget åker förbi då ett flertal av dem fortfarande är upplysta.

### Londons tunnelbana
| Linje | Station                      | Öppnad                    | Stängd |
| ----- | ---------------------------- | ------------------------- | ------ |
|       | Blake Hall                   | 1865                      | 1981   |
|       | British Museum               | 1900                      | 1933   |
|       | Mark Lane                    | 1884                      | 1967   |
|       | St Mary's (Whitechapel Road) | 1884                      | 1938   |
|       | Swiss Cottage                | 1868                      | 1940   |
|       | Marlborough Road             | 1868                      | 1939   |
|       | Lord's                       | 1868                      | 1939   |
|       | City Road                    | 1901                      | 1922   |
|       | North End                    | Byggd 1903, aldrig öppnad |        |
|       | South Kentish Town           | 1907                      | 1924   |
|       | Aldwych                      | 1907                      | 1994   |
|       | Brompton Road                | 1906                      | 1934   |
|       | Down Street                  | 1907                      | 1932   |
|       | York Road                    | 1906                      | 1932   |

### Paris metro
| Linje | Station        | Öppnad                     | Stängd |
| ----- | -------------- | -------------------------- | ------ |
|       | Fd Victor Hugo | 1900                       | 1931   |
|       | Martin Nadaud  | 1905                       | 1969   |
|       | Haxo           | Byggd 1921, aldrig öppnad  |        |
|       | Arsenal        | 1906                       | 1939   |
|       | Champ de Mars  | 1913                       | 1939   |
|       | Saint-Martin   | 1931 linje 8, 1933 linje 9 | 1939   |
|       | Croix Rouge    | 1923                       | 1939   |

I Barcelonas tunnelbana finns två stationer som aldrig öppnats Banc på linje 3 och Gaudi på linje 5. Madrids tunnelbanas spökstation Chamberí (1919-1966) på linje 1 öppnades upp för allmänheten igen 2008, men nu som ett museum över hur tunnelbanan en gång såg ut. Museistationen går att besöka tisdag - söndag.

## Nordamerika

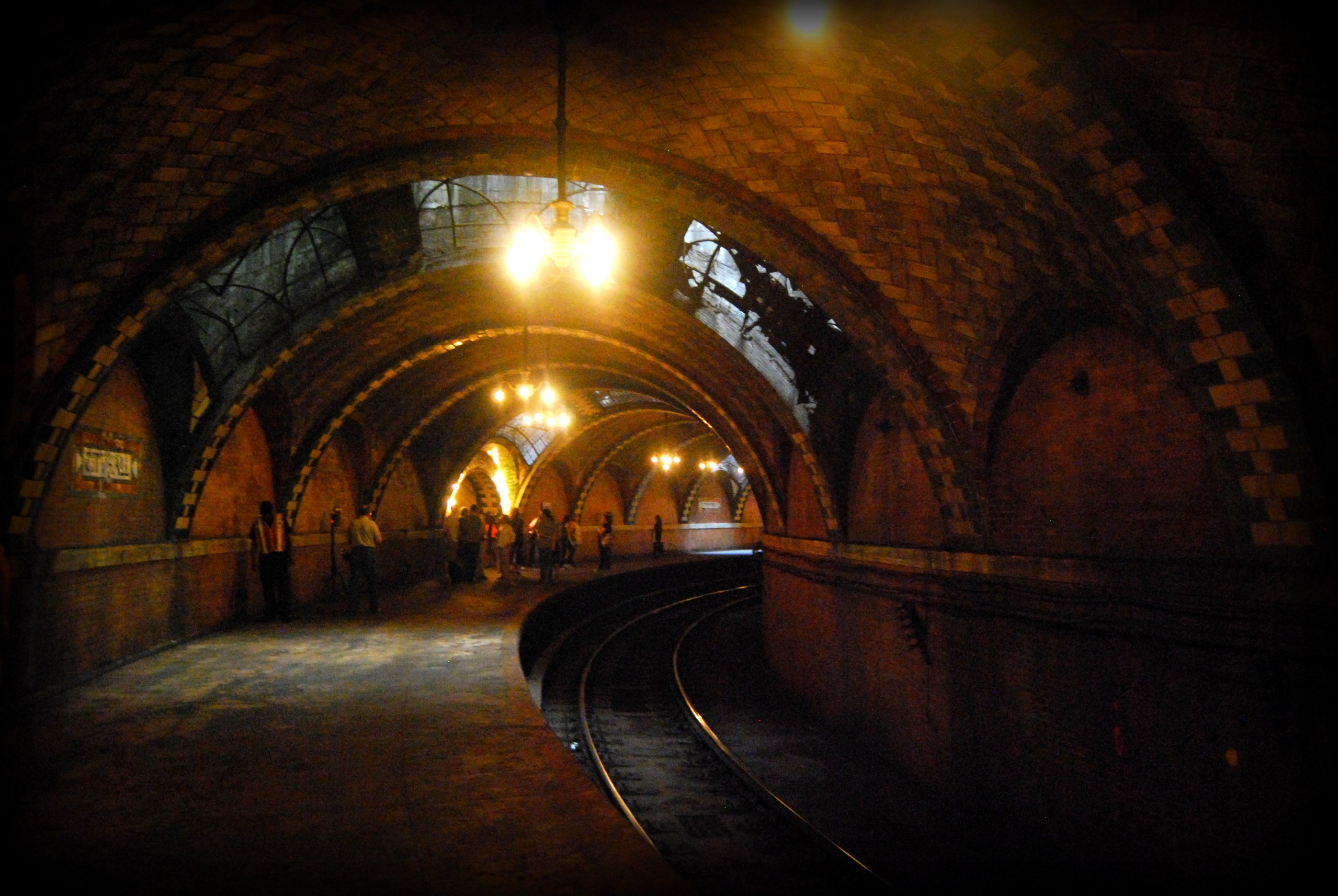
Stängda City Hall station i New York.

New Yorks tunnelbana har flera stationer som är nedlagda men som finns kvar. New York Transit Museum ligger i den nedlagda tunnelbanestationen Court Street i Brooklyn, New York.

### New Yorks tunnelbana
| Linje | Station      | Öppnad | Stängd |
| ----- | ------------ | ------ | ------ |
|       | 91 St        | 1904   | 1959   |
|       | 18th Street  | 1904   | 1948   |
|       | City Hall    | 1904   | 1945   |
|       | Worth Street | 1904   | 1962   |
|       | Court Street | 1936   | 1946   |

Torontos tunnelbana har station Lower Bay från 1966 på linje Bloor-Danforth Subway Line.